# Alfred Delcourt
Alfred Delcourt (* 17. Januar 1929; † 12. Dezember 2012) war ein belgischer Fußballschiedsrichter.

## Sportlicher Werdegang
Delcourt rückte 1965 in den Kreis der Erstliga-Schiedsrichter in Belgien auf. Drei Jahre später stand er auf der FIFA-Schiedsrichterliste und pfiff ab 1969 A-Länderspiele. 1978 beendete er seine aktive Schiedsrichterlaufbahn.
Auf nationaler und internationaler Ebene stand Delcourt zunächst insbesondere im Schatten seiner Landsmänner Joseph Hannet und Vital Loraux, denen er teilweise als Linienrichter bei Länderspielen und Endspielen im nationalen Pokal assistierte. Im Wettbewerb um den Landespokal 1967/68 wurde er dann erstmals mit der Spielleitung des Endspiels zwischen dem FC Brügge und Beerschot AC betraut, das im Elfmeterschießen entschieden wurde. Im Landespokal 1973/74 leitete er den 4:1-Finalerfolg des KSV Waregem gegen KSK Tongeren. Später stand er auch Francis Rion im Pokalfinale zur Seite.
Im Weltpokal leitete Delcourt auch auf internationaler Ebene erstmals ein für die Titelvergabe entscheidendes Spiel, als er bei der Austragung 1973 den 1:0-Sieg von CA Independiente gegen Juventus Turin im November des Jahres pfiff. Im folgenden Sommer kam er zu unerwarteten Endspielehren im Wettbewerb um den Europapokal der Landesmeister 1973/74. Unter der Spielleitung seines Landsmanns Loraux trennten sich der FC Bayern München und Atlético Madrid im regulären Finalspiel am 15. Mai 1974 mit einem 1:1-Unentschieden nach Verlängerung. Im dadurch notwendigen Wiederholungsspiel, das zwei Tage später angesetzt wurde, übernahm Delcourt – wenige Wochen zuvor mit der Halbfinalpartie zwischen Tottenham Hotspur und dem 1. FC Lok Leipzig im UEFA-Pokal 1973/74 betraut – die Spielleitung. Mit einem 4:0-Erfolg holte sich der deutsche Vertreter seinen ersten europäischen Titel. Im Europapokal der Landesmeister 1975/76 leitete er nochmals eine Europapokalsemifinalpartie, die AS St. Etienne legte mit einem 1:0-Hinspielerfolg über die PSV Eindhoven das Fundament für den Finaleinzug.
Nachdem Delcourt neben Freundschaftsspielen auch Turnier-Qualifikationsspiele geleitet hatte, gehörte er bei der Europameisterschaft 1976 zu den vier Hauptschiedsrichtern. Im von ihm geleiteten Semifinalspiel setzte sich Deutschland trotz zwischenzeitlichen 0:2-Rückstands nach Verlängerung gegen Gastgeber Jugoslawien durch einen Dreierpack des Debütanten und späteren Turniertorschützenkönigs Dieter Müller durch.